# 天大將軍八
仙女座56，又名BD+36 355，HD 11749、SAO 55107、HR 557，是仙女座的一颗恒星，视星等为5.67，位于銀經136.96，銀緯-23.85，其B1900.0坐标为赤經1h 50m 12.7s，赤緯+36° -23.85′ 40″。